# Джон Баттіскомб Ґанн
Джон Баттіскомб Ґанн (англ. John Battiscombe Gunn) (13 травня 1928 — 2 грудня 2008) — британський та американський фізик.

## З біографії
Джон Ґанн народився в Єгипті, закінчив Триніті-коледж Кембриджського університету зі ступенем з фізики в 1948 році. Його батько був єгиптолог Баттіскомб Ґанн, його зведений брат музикант — Спайк Г'юз, і тітка — шотландська націоналістка Венді Вуд.
Під час роботи у IBM, у 1963 році Джон Ганн винайшов діод Ґанна на основі ефекту Рідлі—Воткінса—Гілсома. Він був членом Національної академії наук США та Американської академії мистецтв і наук, і отримав премію IEEE Морріса М. Лібмана за 1969 рік, медаль Вальдемара Поульсена вид Королівської данської академії наук і літератури, і премію Джона Скотта.

## Вибрані публікації
- J. B. Gunn, «Microwave Oscillation of Current in III—V Semiconductors», Solid State Communications, 1 88 (1963). (англ.)